# 이유섭
이유섭(1984년 8월 23일 ~ )는 전 KBO 리그 현대 유니콘스의 야구 선수인 외야수이다. 등번호는 59이다.

## 출신학교
- 휘문고등학교